# Jequitaí
Jequitaí este un oraș în Minas Gerais (MG), Brazilia.